# Sistema de bicicletas compartidas

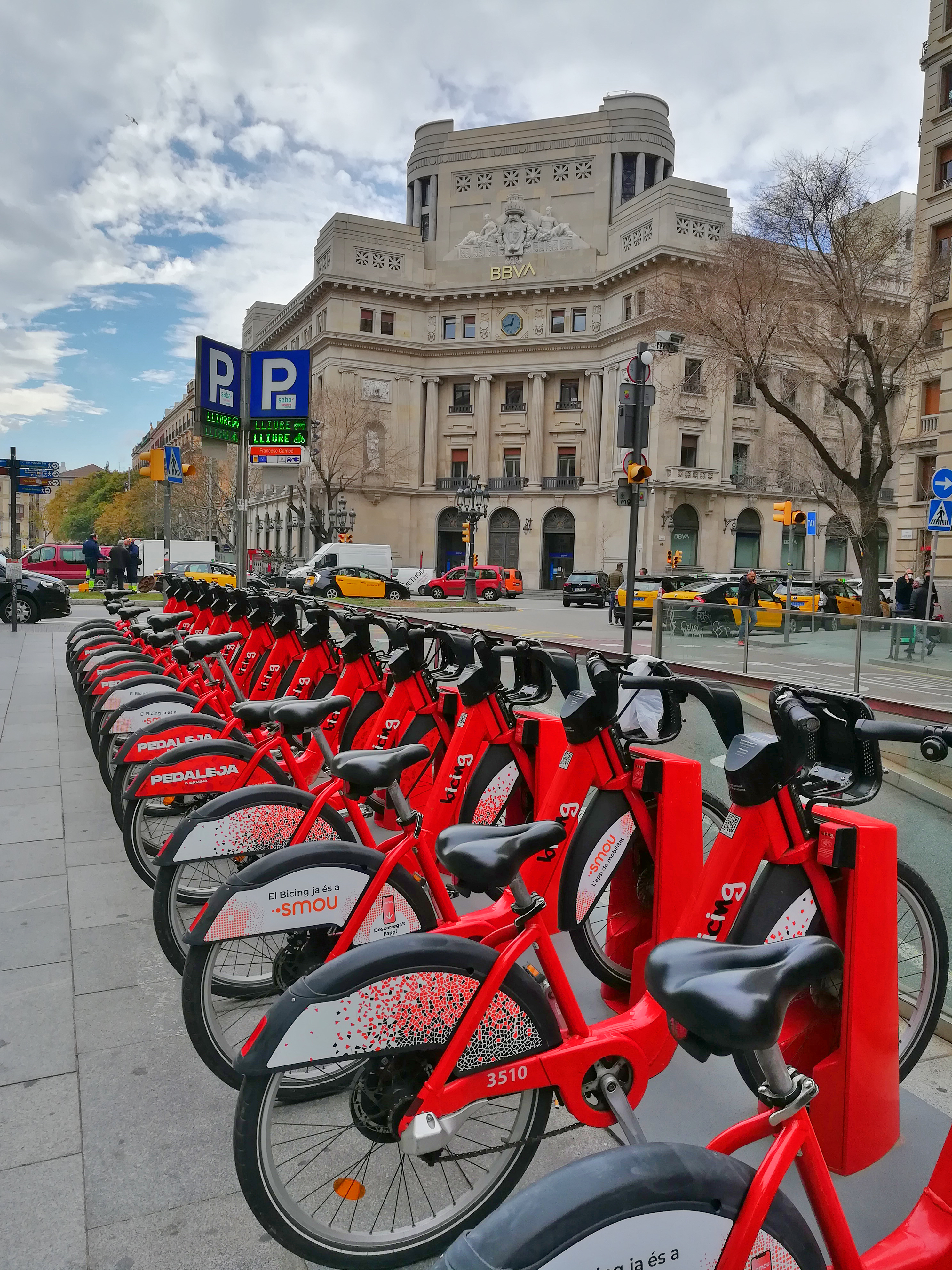
Estación de bicicletas compartidas Bicing en Barcelona

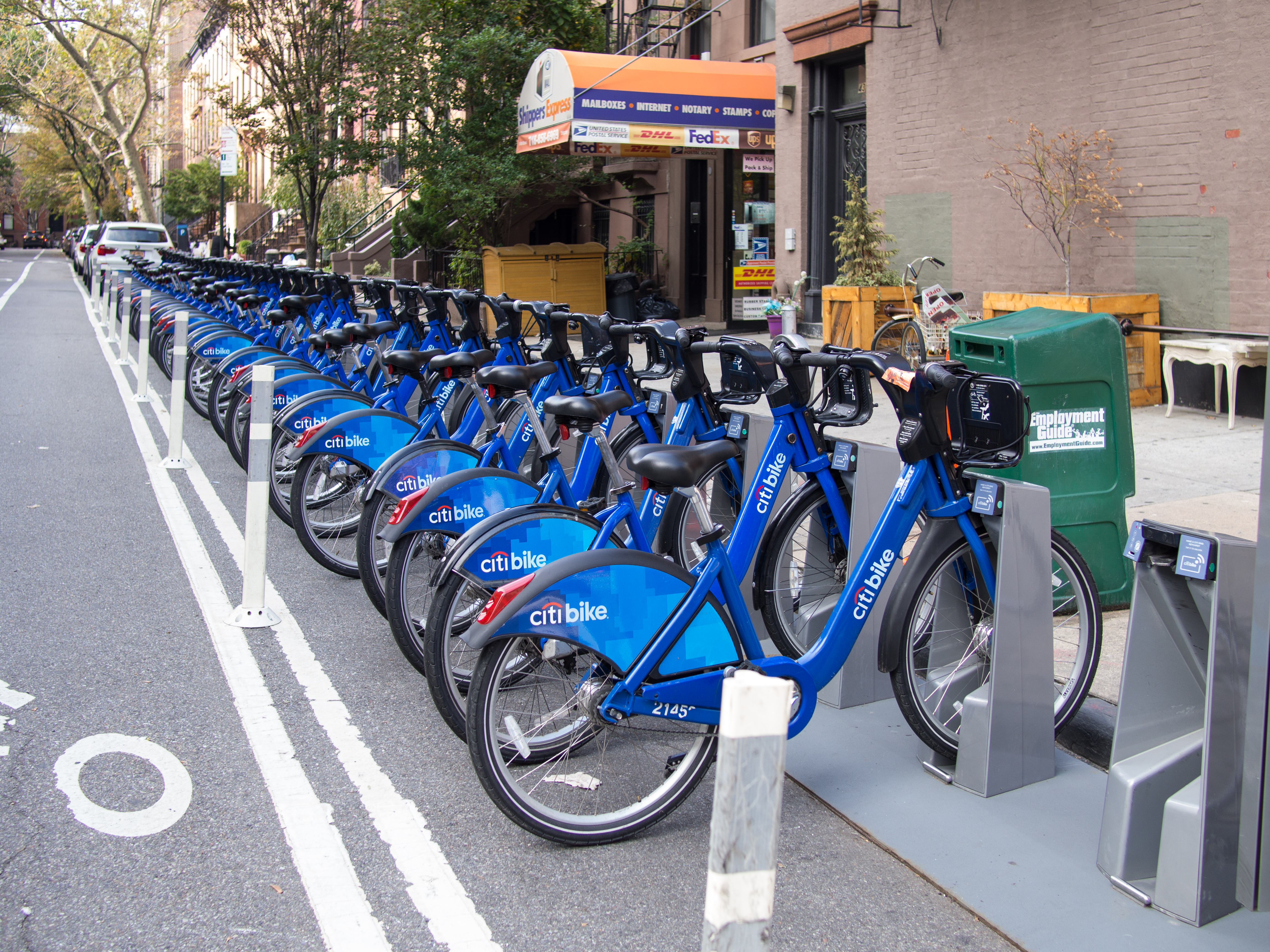
Citibike en la Ciudad de Nueva York

Los sistemas de bicicletas compartidas, también conocido como sistemas de bicicletas públicas, ponen a disposición de un grupo de usuarios una serie de bicicletas para que sean utilizadas temporalmente como medio de transporte. Normalmente estos sistemas son gestionados por un estamento público y permiten recoger una bicicleta y devolverla en un punto diferente, para que el usuario solo necesite tener la bicicleta en su posesión durante el desplazamiento.

## Historia

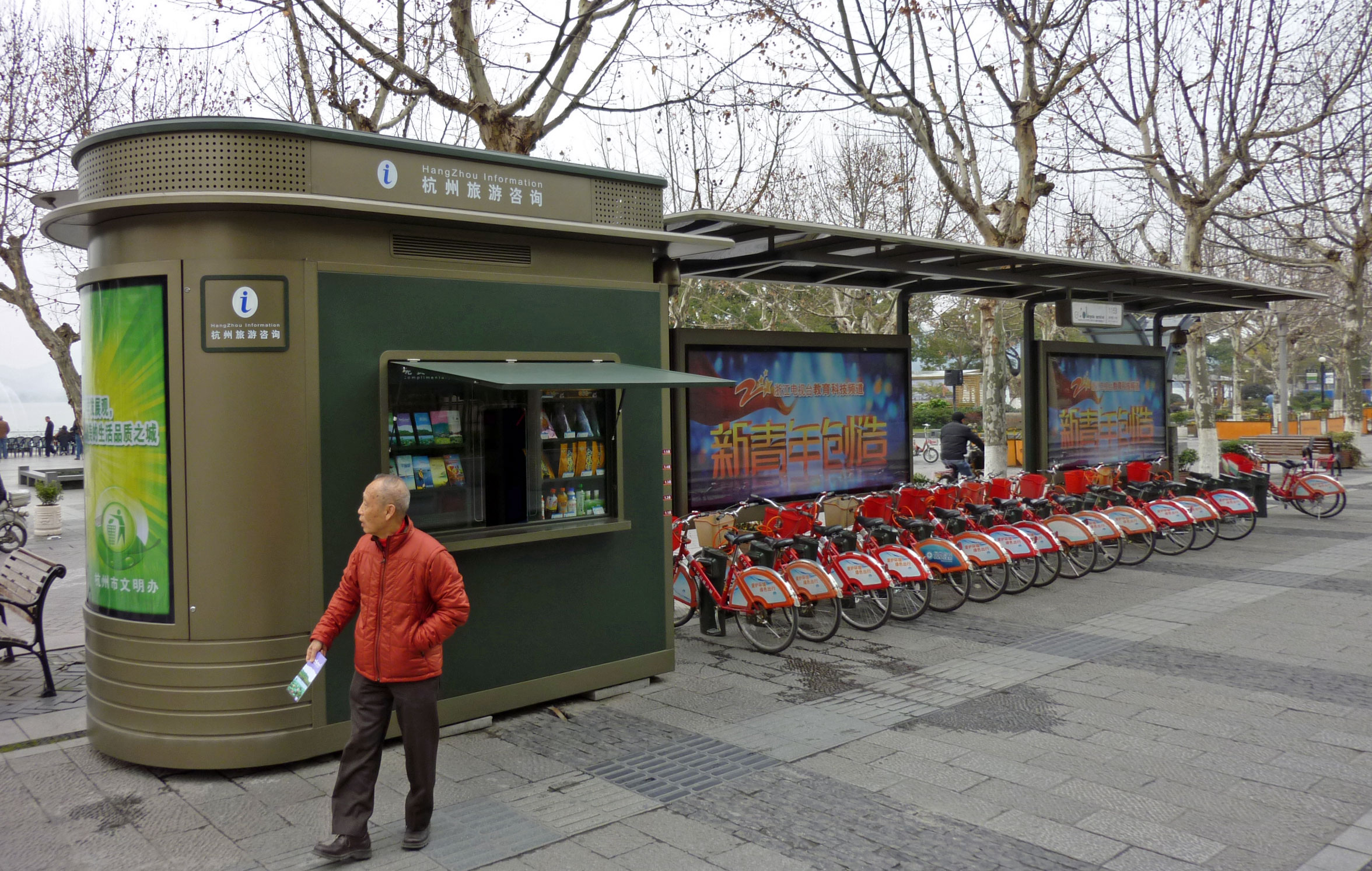
El sistema de bicicleta pública Hangzhou en China es el mayor sistema de bicicletas compartidas del mundo

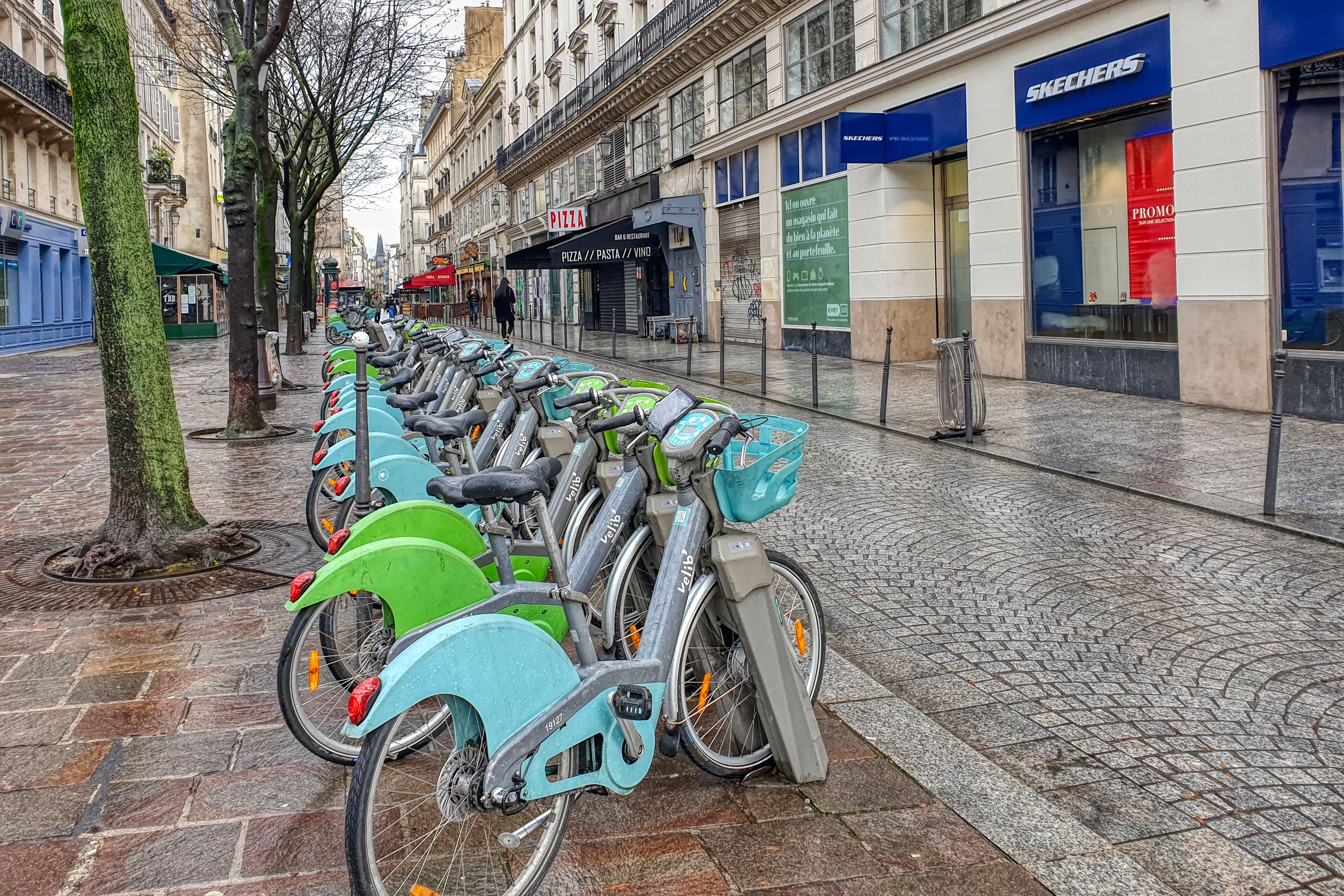
El sistema Vélib' de París es el segundo sistema de bicicletas compartidas más grande del mundo

La primera iniciativa de bicicletas públicas del mundo fue Witte Fietsen, o Bicicletas Blancas, lanzados en manos de los provos en Ámsterdam en 1964. El plan consistía en unas bicicletas gratuitas pintadas de blanco y distribuidos por toda la ciudad, sin candados y libres para que cualquiera las usen. Tras un mes la mayoría de las bicicletas fueron robadas o tiradas a los canales. Los organizadores dicen que solo fue un experimento de una pretensión más grande, y que el sistema nunca tuvo más de 10 bicicletas. El programa aún continúa en reducidos núcleos, como en el interior del parque nacional Hoge Veluwe.
En 1974 con la instalación de 350 bicicletas repartidas en tres estaciones en el centro de la ciudad, La Rochelle inició el primer sistema municipal de bicicletas compartidas con éxito en Francia. En 2009, el sistema fue reformado y se hizo totalmente automatizado con tarjetas inteligentes que se integran en el sistema de transporte público y accesibles en todo momento.
Casi tres décadas más tarde, a principios de 1990, las pequeñas ciudades danesas de Farsø, Grenå, y Nakskov fueron pioneros en un nuevo enfoque para la gestión de las bicicletas públicas, en un intento de evitar el destino de las Bicicletas Blancas, y a diferencia de las bicicletas utilizadas en Ámsterdam, estas serían hechas por encargo e incluirían muchas partes que no son intercambiables con las piezas regulares de bicicletas y se requieren herramientas especiales para la instalación o remoción. Además, en lugar de simplemente extenderlas por la ciudad desbloqueadas, libre para que cualquiera las use, estas bicicletas estacionadas en bastidores especiales para bicicletas o esencialmente estaciones de bicicletas públicas. Un depósito de moneda estaba obligado para liberar la bicicleta de la estación. El depósito se devolverá a la devolución de la bicicleta a una estación – o bien la estación de la que fue tomada inicialmente o cualquier otra estación de bicicletas públicas con espacios disponibles. El sistema tuvo cierto éxito y comenzó a instalarse lentamente en otras ciudades del mundo.
El pionero de la mayoría los sistemas actuales fue el Bycyklen de Copenhague lanzado en 1995. Fue el primer sistema de bicicletas compartidas a gran escala con bicicletas especialmente diseñadas al efecto, que inluían publicidad. Los usuarios pagaban una fianza y tenían un uso ilimitado dentro de un área limitada.
En 1996 se instaló en  Portsmouth, Inglaterra Bikeabout, el primer sistema en el que los usuarios disponían de una tarjeta magnética con la que podían desbloquear la bicicleta.
La ciudad de Vitoria fue la primera ciudad de España que estrenó, en 2004 un sistema público y gratuito de préstamo de bicicletas.

### Primeros programas de América del Sur
Los primeros dos programas de bicis compartidas en Sudamérica fueron lanzados en Río de Janeiro, Brasil y Santiago de Chile. Ambos programas se apresuraban para ser el primero en el continente, con respectivos lanzamientos en el 4 y 9 de diciembre de 2008. 
El sistema de Río, Samba, fue lanzado con 30 bicicletas y tres estaciones en Copacabana. A finales de diciembre, el programa se amplió para tener 80 bicicletas y ocho estaciones. En enero el sistema se amplió a ocho barrios con 500 bicicletas y 50 estaciones. Samba comenzó con un grupo de clientes limitado. En enero de 2009, el programa se abrió al público en general. Los primeros 30 minutos de uso serán gratuitos para los clientes. El sistema Samba de Río de Janeiro, cuya vida no fue más de dos años por problemas de vandalismo. La versión renovada (y actual)  de 2011 fue rebautizada Bike Rio.
El sistema B'easy de Providencia, un barrio de la capital de Chile, Santiago, fue lanzado con 100 bicicletas y 10 estaciones. Las bicicletas están disponibles de 7:30 a. m. a 8:30 p. m. durante un máximo de una hora por el uso con una suscripción mensual de $1.50 USD o una suscripción anual de $12.50 USD. Los abonados se inscriben ya sea en una estación o en línea. El sistema fue creado por Centrolniciativa, una incubadora de empresas, de la Facultad de Economía de la Universidad Diego Portales. Utiliza bicicletas, estaciones y lectores de tarjetas de suscripción fabricadas localmente. El alcalde Cristián Labbé de Providencia espera B'easy se adoptado a través de los distritos de la ciudad.

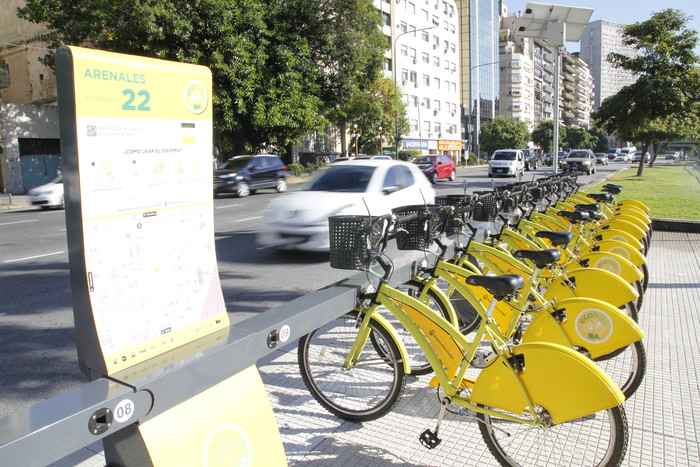
Estación de sistema de bicicletas compartidas EcoBici ubicado en la ciudad de Buenos Aires.

En la ciudad de Buenos Aires el programa EcoBici, una iniciativa del gobierno de Buenos Aires para fomentar alternativas de transporte sustentables, limpias e inclusivas, fue lanzado en 2010, cuenta con 180.000 usuarios, quienes realizan en promedio 7.800 viajes diarios.
En la Ciudad de Mendoza, en conjunto con el Departamento de Godoy Cruz, funciona el sistema En la Bici.

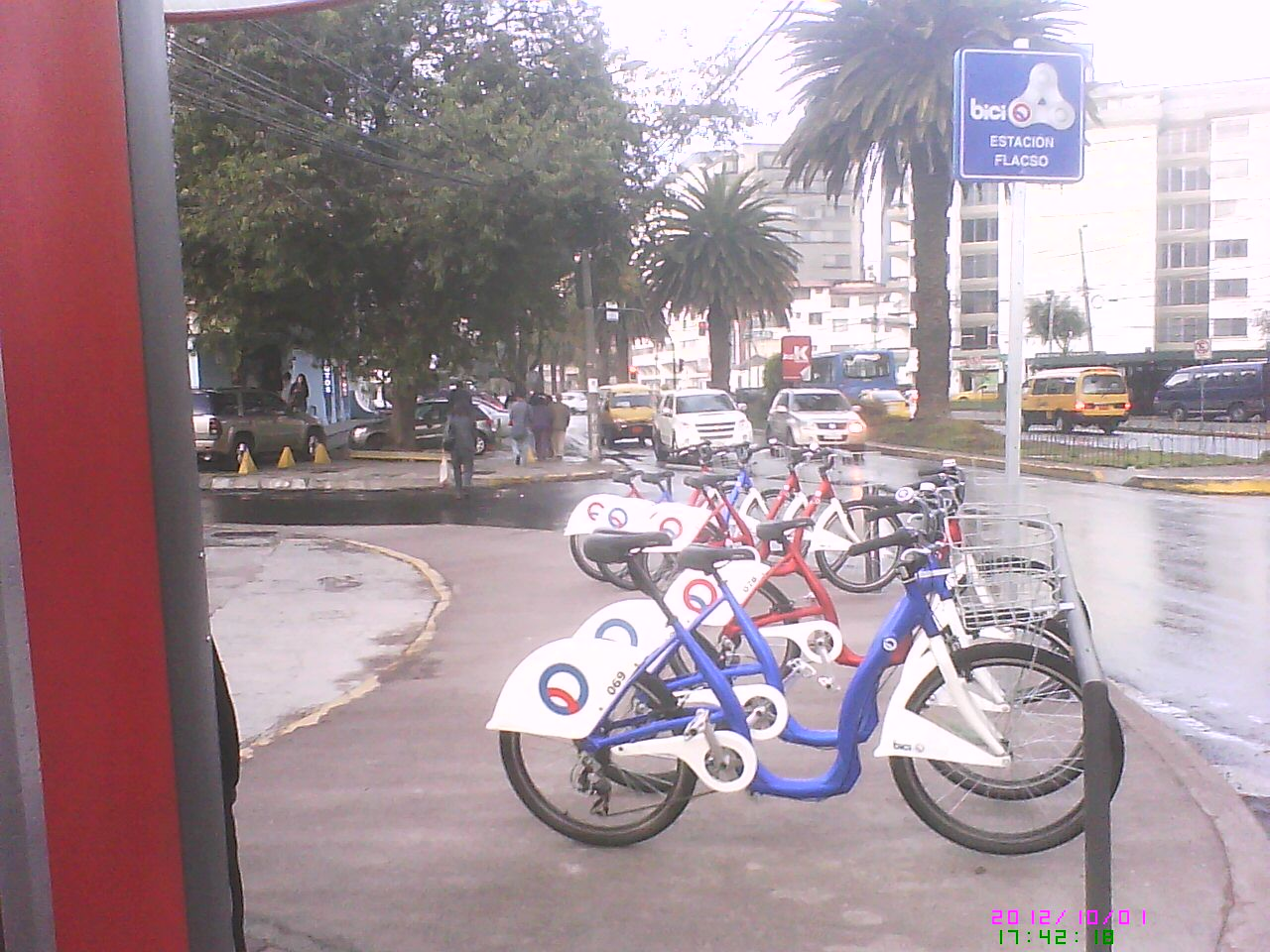
Estación de BiciQuito en Quito, Ecuador.

En 2012 la alcaldía de Quito, Ecuador, implementó un sistema de alquiler de bicicletas públicas denominado BiciQuito. El sistema consta de 425 bicicletas de un diseño único, distribuidas en 25 estaciones, ubicadas en lugares cercanos a los puntos de mayor afluencia. El perímetro de aplicación del sistema es el denominado «Hipercentro» entre el Centro Histórico y el sector de «La Y» y se estudia expandir el sistema hacia el Sur y el Norte de la ciudad. 

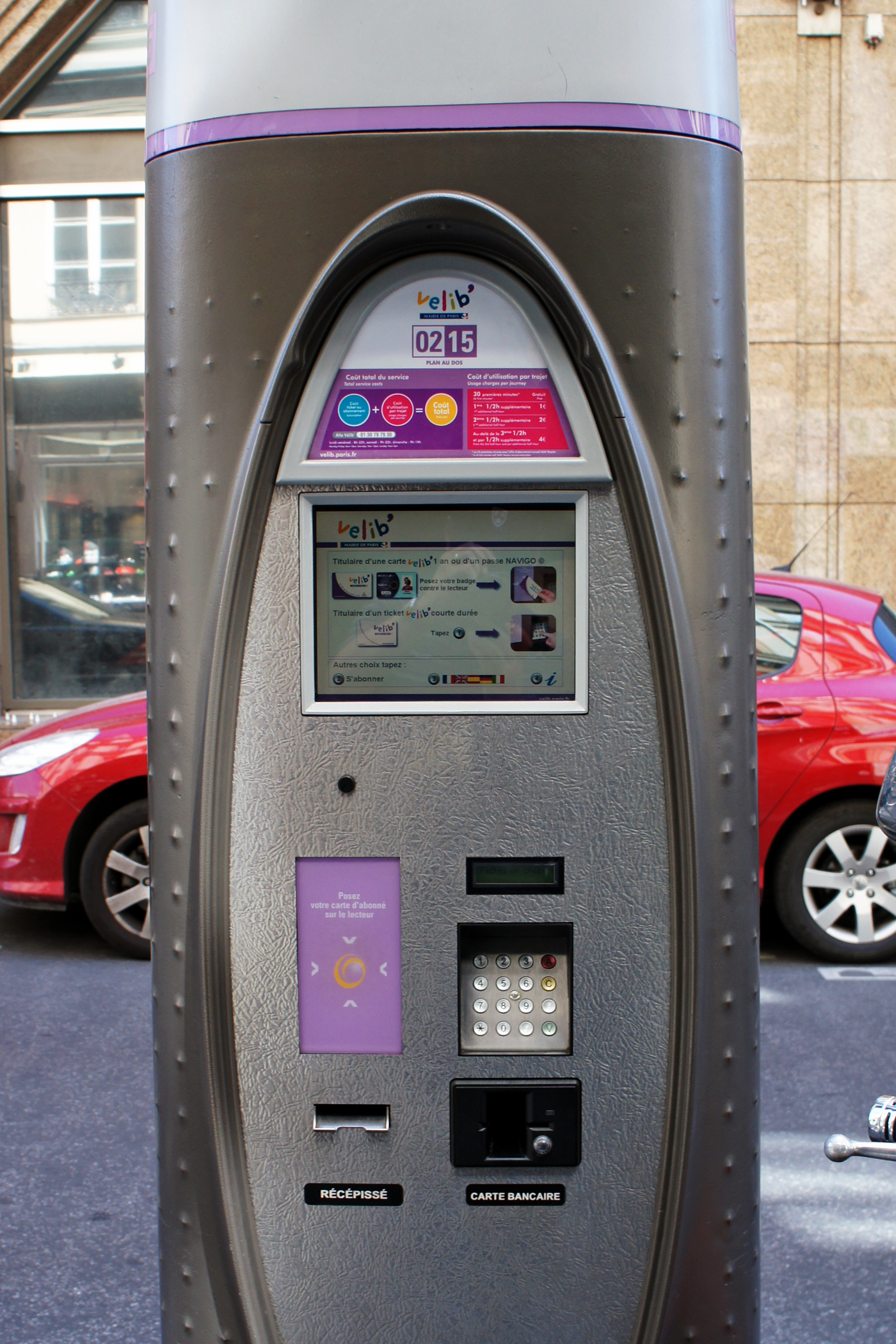
La mayoría de los últimos sistemas utilizan tecnologías avanzadas de información para reservas, recoger, dejar, e información de rastreo.

## Concepto
La bicicleta puede constituir para algunas personas un buen medio de transporte, y en zonas congestionadas el más rápido. El sistema de bicicletas compartidas pone en la ciudad una serie de puntos en las que se puede coger y dejar una bicicleta. Normalmente los puestos funcionan de forma automática, de modo que el usuario se identifica (con una tarjeta o un código) y automáticamente se libera una bicicleta. La bicicleta puede ser dejada en cualquiera de los otros puntos. Así la bicicleta se convierte en un medio de transporte público más que se puede utilizar para ir desde una parada a cualquier otra de la ciudad, sin necesidad de volver al punto original.
La mayoría de estos sistemas son públicos, gestionados por ayuntamientos o universidades, aunque son compatibles con explotaciones privadas o particulares.
El sistema sirve como complemento al transporte público convencional, ya que cuando no existe parada o estación en el destino final se puede continuar desde la más cercana en bicicleta.

## Equipos y Sistemas

### Flota de bicicletas
Las bicicletas de flota deben tener un carácter distintivo, diseñada para facilitar su uso en la ciudad, y estar claramente marcada para aumentar su visibilidad. Las bicicletas normalmente vienen con guardabarros completos, cubre cadenas y, en algunos casos, equipadas con cerraduras. La mayoría de bicicletas están equipadas con una unidad de sistema de posicionamiento global (GPS), identificación por radiofrecuencia (RFID), u otro tipo de mecanismo de seguimiento. Esta función se suele utilizar en la gestión de flotas y localización de las bicicletas perdidas o robadas.

## Resultado

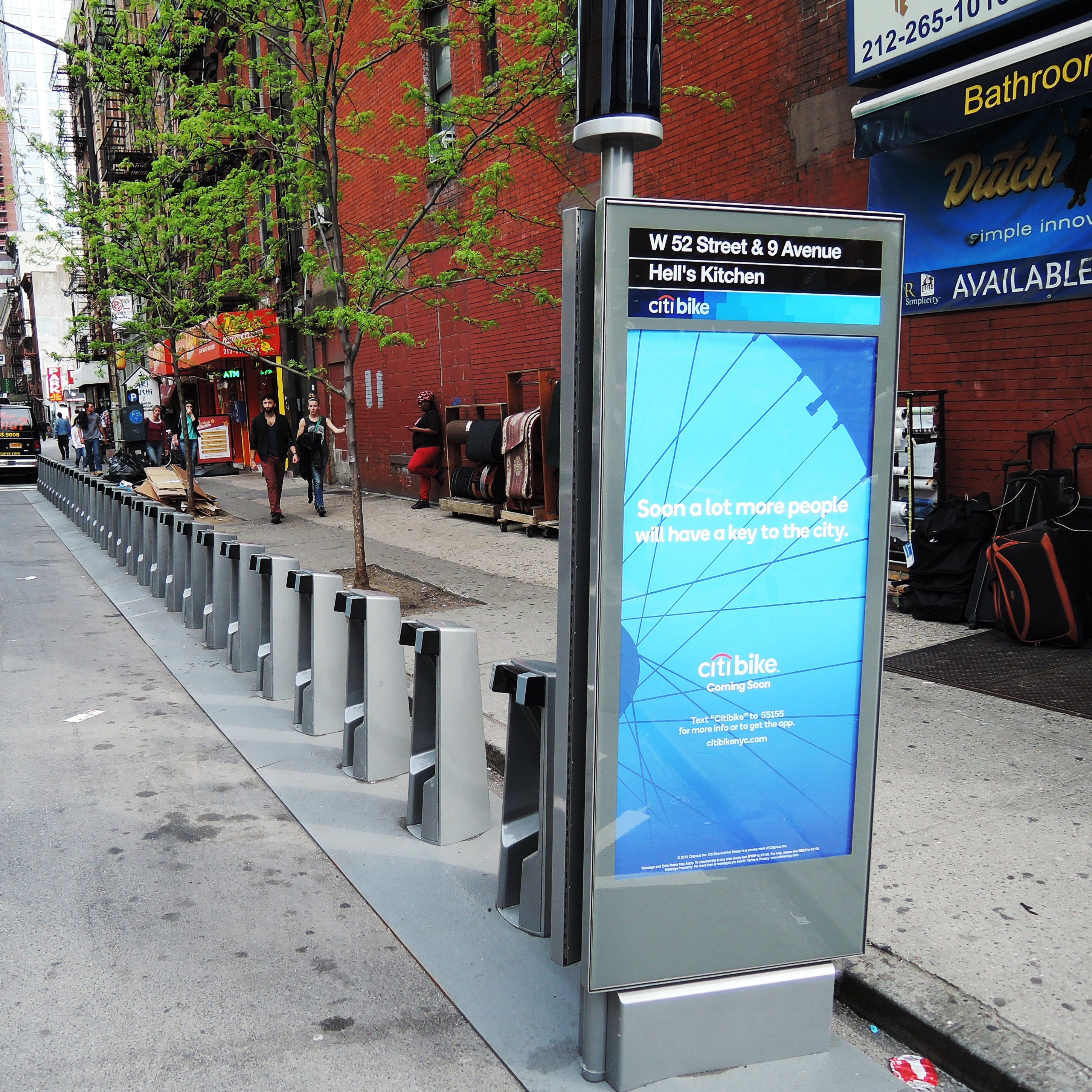
Estación Citi Bike de alta demanda en Nueva York

Cuando los sistemas tienen suficiente densidad de bicicletas suelen tener una alta demanda. Algunos, como el Sevici de Sevilla, han planteado limitar el número de abonados por no poder atender la alta demanda. En el servicio de Valenbisi, en sus primeros ocho meses de vida, se llegó a una cifra de 53.000 abonados. La demanda sigue en aumento, pero el ayuntamiento no se ha planteado de momento ampliar este servicio. En el caso de Lyon, el sistema Vélo'v ha conseguido duplicar el número de ciclistas urbanos desde su inauguración.
El punto más difícil de la explotación es el mantenimiento y el vandalismo, que hacen que los sistemas tengan un alto coste, de aproximadamente 2.000 euros por bicicleta y año. En el caso del Vélo'v cada día pasan por talleres un 12% de las bicicletas disponibles, y en 2006 desaparecieron o destruyeron 450 bicicletas.
En respuesta, algunos programas de bicicletas compartidas a gran escala han diseñado su propia bicicleta con diseños singulares del cuadro y otras partes para evitar el desmontaje y la reventa de partes robadas.

## Artículos externos
- El Instituto para la Diversificación y Ahorro de la Energía  (IDAE) ha publicado una Guía metodológica para la implantación de sistemas de bicicletas públicas en España